# Свети Илия (Злетово)
Вижте пояснителната страница за други значения на Свети Илия.
„Свети Илия“ (на македонска литературна норма: „Свети Илија“) е възрожденска православна църква в село Злетово, източната част на Северна Македония. Част е от Злетовската енория на Брегалнишката епархия на Македонската православна църква – Охридска архиепископия.
Църквата е гробищен храм, разположен в северния край на селото. Около 1347 – 1350 година цар Душан потвърждава собствеността на Лесновския манастир над църквата. В 1515 година в Злетово се споменава епископ. Сегашният храм е от 1853 година.
Църквата е в ръцете на сръбската община в селото, докато главната църква „Успение Богородично“ е в ръцете на българите.